# Photoélasticité
En science des matériaux, la photoélasticité, également connue sous les termes d'effet piézo-optique,,,,,,, décrit les changements des propriétés optiques d'un matériau soumis à une déformation mécanique. Un matériau solide présente une photoélasticité lorsqu’il devient biréfringent sous l’effet d’une contrainte extérieure de pression.
La photoélasticité est une propriété optique de tous les milieux diélectriques et qui est souvent employée et appliquée pour déterminer expérimentalement la répartition des contraintes dans un matériau. L'utilisation de la technique de photoélasticimétrie permet de déterminer les contraintes appliquées à l’aide de la biréfringence obtenue.

## Histoire

### Découvertes et recherches théoriques et descriptives (XIXesiècle)

#### Une double découverte
L'invention de la photoélasticité peut être indépendamment et à la fois attribuable à Thomas Johann Seebeck et à David Brewster : le physicien prussien découvre le phénomène mécano-optique en 1813 et le physicien écossais découvre à son tour cet effet en 1815,,,,,,,.

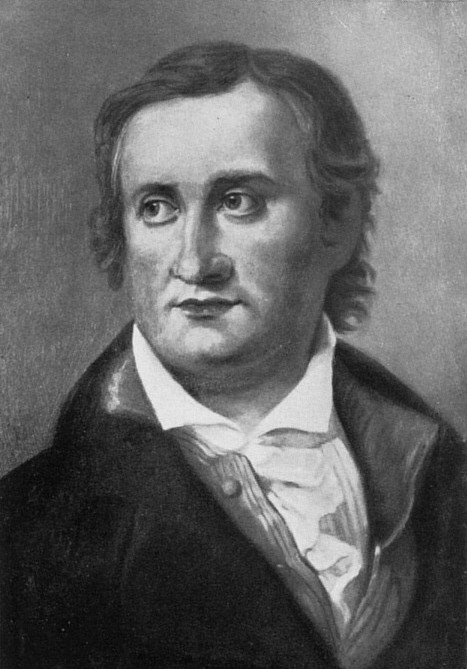
Le physicien prussien Thomas Johann Seebeck découvre l'effet optique de photoélasticité en 1813.

Dès le tout début du XIXe siècle, Seebeck porte ses recherches scientifiques dans le domaine de l'optique. À partir de 1802, le physicien prussien, en association avec Johann Goethe, entreprend, au moyen d'une chambre noire, des investigations expérimentales sur le spectre visible,,. Après les découvertes et travaux des physiciens français Étienne Louis Malus, Jean-Baptiste Biot et François Arago sur la polarisation de la lumière et la biréfringence des matériaux cristallins et amorphes, Seebeck, au début des années 1810, commence à effectuer des études sur les propriétés optiques du verre,,,,. Ses recherches l'amènent à considérer les effets optiques sur des échantillons de verre placés sous une lumière polarisé et soumis à des changements de températures ainsi qu'à des mouvements rotatoires,,,,. Lors de ses expériences, réalisées grâce à un polariscope, il observe un réseau de franges d'interférences, qu'il désigne par les termes « franges entoptiques » (« entoptische Farbenfiguren »),,,,. Seebeck observe également que la configuration des franges varie selon la forme, le pouvoir rotatoire et la température de l'échantillon,,,,,. Il en déduit que l'analyse de l'activité optique d'un échantillon de verre chauffé et sous lumière polarisée permet d'en déterminer sa vitesse de refroidissement, conclusion dont il tire et formule une théorie décrite par une relation d'équivalence,,,,. Ce sont les toutes premières observations de la photoélasticité, autrement dit de l'observations de biréfringence sur des matériaux soumis à une contrainte,,,,,,. Il présente le résultats de ses observations et analyses sein de plusieurs articles, respectivement publiés en 1811, en 1813 et en 1814,,,,.

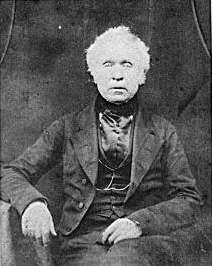
Le physicien britannique David Brewster redécouvre le phénomène de photoélasticité en 1815.

À partir de 1814, le physicien et inventeur écossais David Brewster, de son côté, initie également des travaux expérimentaux sur la double réfraction,,. Les premières expériences conduites par Brewster mettent en jeu les variations de température et de pression sur le verre et les effets de biréfringence qui en résultent,,. C'est en 1815, grâce à l'observation d'une biréfringence se manifestant sur des matériaux isotropes et transparents (des cristaux) ayant été soumis à une contrainte de pression externe, que le physicien écossais découvre le phénomène photoélastique « classique »,,. Le rapport de recherches expérimentales qui met en évidence la découverte de Brewster est publié la même année dans une lettre adressée à la Royal Society de Londres,,,. Brewster continue et approndie ses recherches du phénomène optique, en étudiant et expérimentant des matériaux à caractère amorphe. Le scientifique écossais constate que ce type de matériau présente, à l'instar des cristaux, des propriétés photoélastiques. Brewster publie et présente ses nouveaux résultats de recherches et observations en 1816,,,. Les années suivantes, Brewster mène d'autres travaux qui lui permettent d'établir en 1818 une relation d'équivalence décrivant la photoélasticité. Cette relation d'équivalence est appelée la « loi de Brewster »,,, également connue sous les termes « Stress-Optic Law » (loi optique de contrainte),,,.
Historiquement, Seebeck est le premier scientifique à étudier par un traitement systématique l'effet photoélastique, mais Brewster en réalise des travaux plus fouillés et la plupart des publications ultérieures sur le phénomène mécanico-optique s'appuient et font référence aux recherches du physicien écossais,,. Par ailleurs, bien que les deux physiciens aboutissent aux mêmes principes fondamentaux,,, Seebeck,
à travers ses recherches, postule pour estimer que la propriété de biréfringence est intrinsèquement liée à la structure interne du verre, tandis que Brewster prend le parti d'envisager l'effet de biréfringence comme étant une conséquence de la chaleur,.
En 1816, pour leur découverte et études respectives de la photoélasticité, Seebeck et Brewster reçoivent conjointement le grand prix des sciences mathématiques décerné par l'Académie des sciences,,, au titre de l'« Application de l'Analyse mathématique à une question de Physique ou aux meilleures expériences de Physique ».

#### Corrélation puis recherches théoriques et descriptives de l'effet photoélastique
En 1822, le protocole expérimental conduit et développé par Augustin Fresnel sur un ensemble de prismes permet de confirmer les observations et analyses de Brewster : l'ingénieur et physicien français démontre, dans un exposé présenté devant l'Académie Royale des Sciences le 16 septembre, la propriété de biréfringence de cristaux sur lesquels des contraintes extérieures de pression ont été exercées,,,.

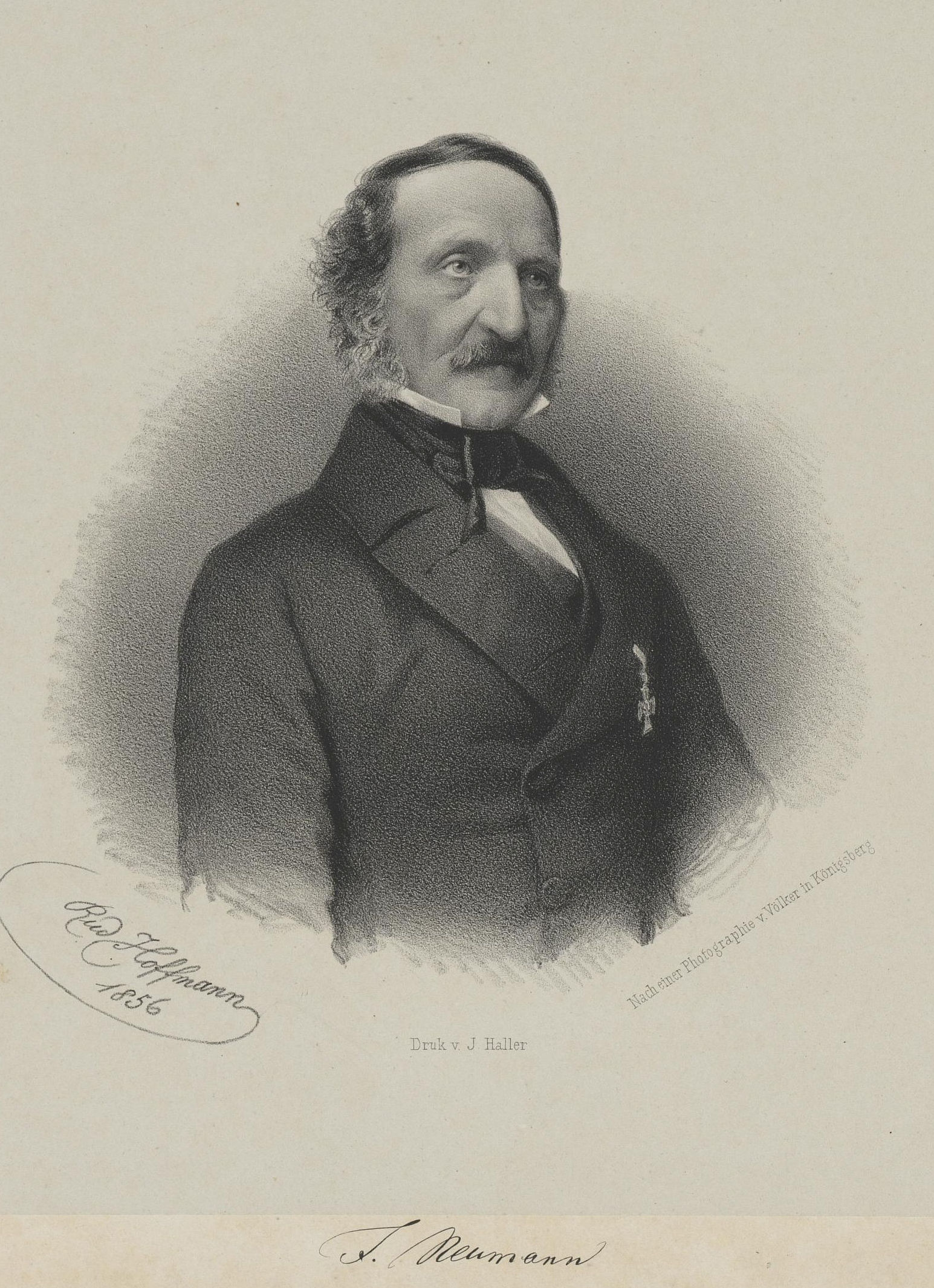
Le physicien et mathématicien Franz Ernst Neumann formule la première description cinématique et tridimensionnelle de l'effet photélastique en 1841.

Ultérieurement les travaux du physicien prussien Franz Ernst Neumann permettent de déterminer mathématiquement sous formes d'équations différentielles dérivées les directions des principales contraintes exercées en chacun des points des cristaux étudiés, mais également les retards de phase d'ondes lumineuses qui en résultent,,,. En 1841, Neumann développe une approche cinématique et  tridimensionnelle de l'effet photoélastique, en prenant en considération un indice de réfraction définit dans un ellipsoïde de Fresnel et en appliquant des rotations des axes des principales pressions couplées aux déphasages ondulatoires de la lumière à travers le matériau cristallin,,,. L'analyse faite par Neumann sous l'angle dynamique et tridimensionnel du phénomène découvert par Seebeck et Brewster permet de résoudre la problématique posée par un milieu à caractère mécanique isotrope (milieu aux champs de contrainte (en) uniformes) et stagne (non sujet à des mouvements rotatoires), jusqu'alors employé pour traiter l'effet photoélastique, opposé à un milieu à propriété mécanique anisotrope, élément régissant la théorie de la biréfringence,,,.

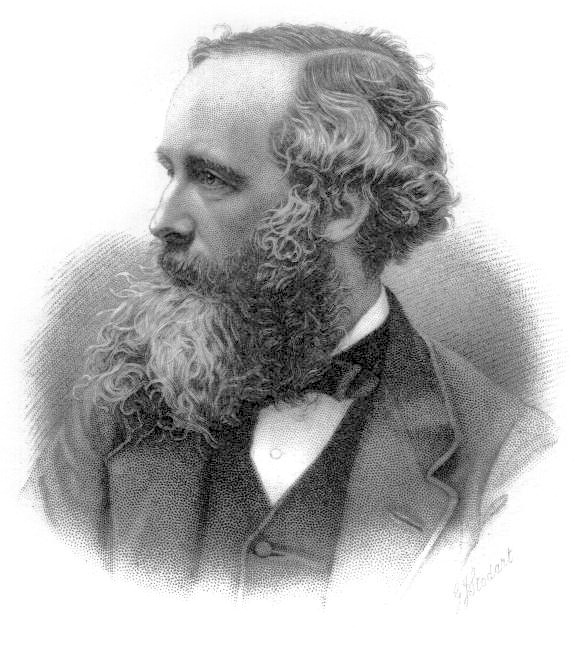
Le physicien et mathématicien James Clerk Maxwell formule en 1851 un système de relations d'équivalence décrivant l'effet photoélastique.

En 1851, James Clerk Maxwell, reprenant les précédents modèles mathématiques proposés et soulignant « l'insuffisance » des théories antérieures, parvient à traduire le phénomène de photoélasticité réuni en un seul et même système d'équations différentielles équivalentes, ces travaux permettant d'établir les directions et les différences des contraintes sur les cristaux,,,,,. Ce système de relations d'équivalence est nommé « loi optique de contrainte de Maxwell-Neumann », ou, plus simplement, « loi de Maxwell-Neumann »,, et parfois désigné sous les termes de « relations de Maxwell-Neumann », et « équations de Maxwell-Neumann ».
La première description phénoménologique de la photoélascitité est fournie par le physicien allemand Friedrich Carl Alwin Pockels, dont les résultats de recherches sont publiés en 1889 et 1890,,. Toutefois, après des travaux initiés par le physicien franco-américain Léon Brillouin sur la diffusion de la lumière dans un matériau transparent dans les années 1910-1920, puis des recherches menées dans les années 1960 et 1970, mettent en évidence que la démonstration expérimentale de Pockels est incomplète et inadéquate : la description phénoménologique faite par le physicien allemand prenait uniquement en compte l'effet de la contrainte mécanique produit sur les propriétés optiques du matériau, oblitérant les incidences sur ses propriétés acoustiques,,,,.

### Mise en pratique, développement et recherche expérimentale (XXesiècle)

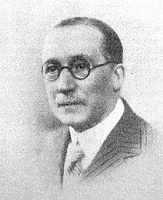
L'ingénieur ponts et chaussées Augustin Mesnager met en pratique l'effet photoélastique au tournant du.

La première mise en pratique de la photoélasticité est réalisée au tournant du XIXe  et du  XXe siècle grâce aux travaux de l'ingénieur Augustin Mesnager,,,. Mesnager met en application le phénomène découvert par Brewster en exerçant des contraintes sur une maquette au 1/333e faite en verre du pont de La Balme, à l'époque en projet de reconstruction,. Le résultat de ses travaux, publiés au tout début du XXe siècle,, permettent alors de valider la mise en œuvre du futur pont rhodanien,,.
La photoélasticité connaît un développement important au début du XXe siècle, avec, notamment, les travaux de Ernest George Coker et de L. N. G. Filon de l'université de Londres. L'étude de la photoélasticité par les deux scientifiques fait l'objet d'un ouvrage intitulé Treatise on Photoelasticity (Traité de photoélasticité), publié en 1930.
À partir de la fin des années 1910, puis dans les années 1920 et les années 1930, des scientifiques et ingénieurs, tels que Mindlin, Edmonds, McMinn ou encore Solakian, apportent une innovation dans la recherche expérimentale photoélastique : ils utilisent des modèles de prismes fabriqués en résine synthétique, en celluloïd, en phénolite et en bakélite, des matériaux dont la sensibilité optique est plus importante que celle des corps cristallins,,.
Au cours des années 1940, 1950 et 1960, l'ingénieur et universitaire américain Max Mark Frocht (en) est l'un des principaux contributeurs en recherche expérimentale sur la photoélascticité. Dès les années 1940, l'ingénieur américain dirige un laboratoire consacré aux expériences portant sur les effets de contraintes sur les matériaux (le Laboratory for Experimental Stress Analysis) et publie notamment deux volumes d'une monographie considérée comme un « classique » intitulée Photoelasticity, l'un en 1941 et le second en 1948, qui mettent en perspective, sous l'angle mathématique, une approche théorique et une approche pratique du phénomène optique,.

## Description et modélisation mathématiques

### Description et modélisation formelles
Étant donné un matériau diélectrique linéaire, la variation du tenseur de permittivité inverse {\displaystyle \Delta (\varepsilon ^{-1})_{ij}} par rapport à la déformation (le gradient du déplacement {\displaystyle \partial _{\ell }u_{k}}) est mathématiquement décrit par l'équation suivante :
{\displaystyle \Delta (\varepsilon ^{-1})_{ij}=P_{ijk\ell }\partial _{k}u_{\ell }}
où :
- {\displaystyle P_{ijk\ell }} est le tenseur de photoélasticité de quatrième rang (en) ;
- {\displaystyle u_{\ell }} est le déplacement linéaire par rapport à l'équilibre ;
- {\displaystyle \partial _{l}} désigne la différence induite par rapport à la coordonnée cartésienne {\displaystyle x_{l}}.

Pour les matériaux isotropes, cette définition se simplifie par :
{\displaystyle \Delta (\varepsilon ^{-1})_{ij}=p_{ijk\ell }s_{k\ell }}
où :
- {\displaystyle p_{ijk\ell }} est l'élément symétrique du tenseur photoélastique (le tenseur de déformation photoélastique) ;
- {\displaystyle s_{k\ell }} est la déformation linéaire infinitésimale.
- La partie antisymétrique de {\displaystyle P_{ijk\ell }} est connue sous le nom de « tenseur roto-optique »[71]. Quelle que soit la définition, les déformations du corps étudié peuvent induire une anisotropie optique, ce qui peut amener un matériau autrement optiquement isotrope à présenter une biréfringence. Bien que le tenseur photoélastique symétrique soit le plus souvent défini par rapport à la déformation mécanique, il est également possible d'exprimer la photoélasticité en termes de contrainte mécanique[70].

### Description et modélisation des principes fondamentaux et expérimentaux

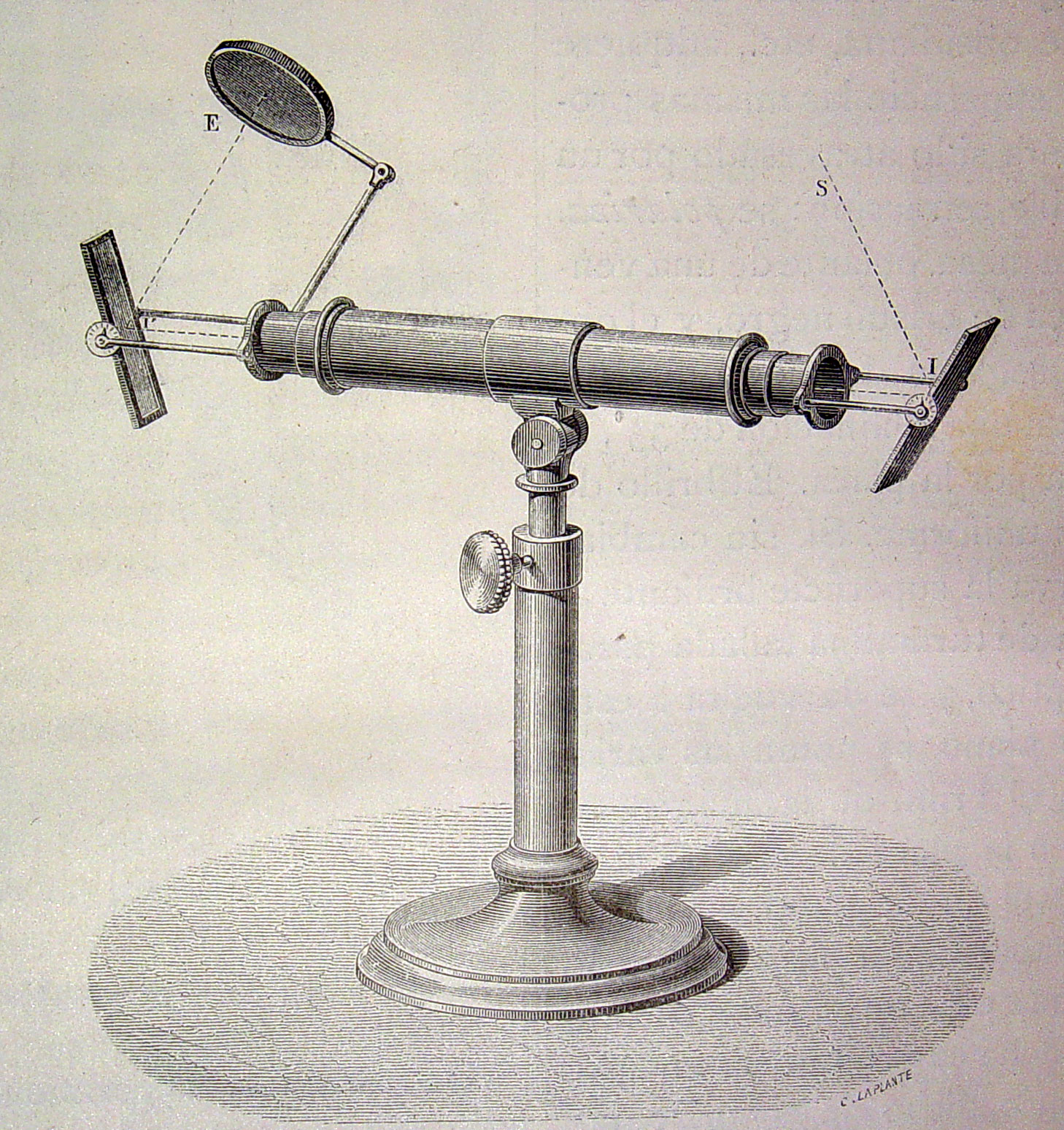
Croquis d'un polariscope, à l'origine conçu par Malus puis perfectionné par Biot.

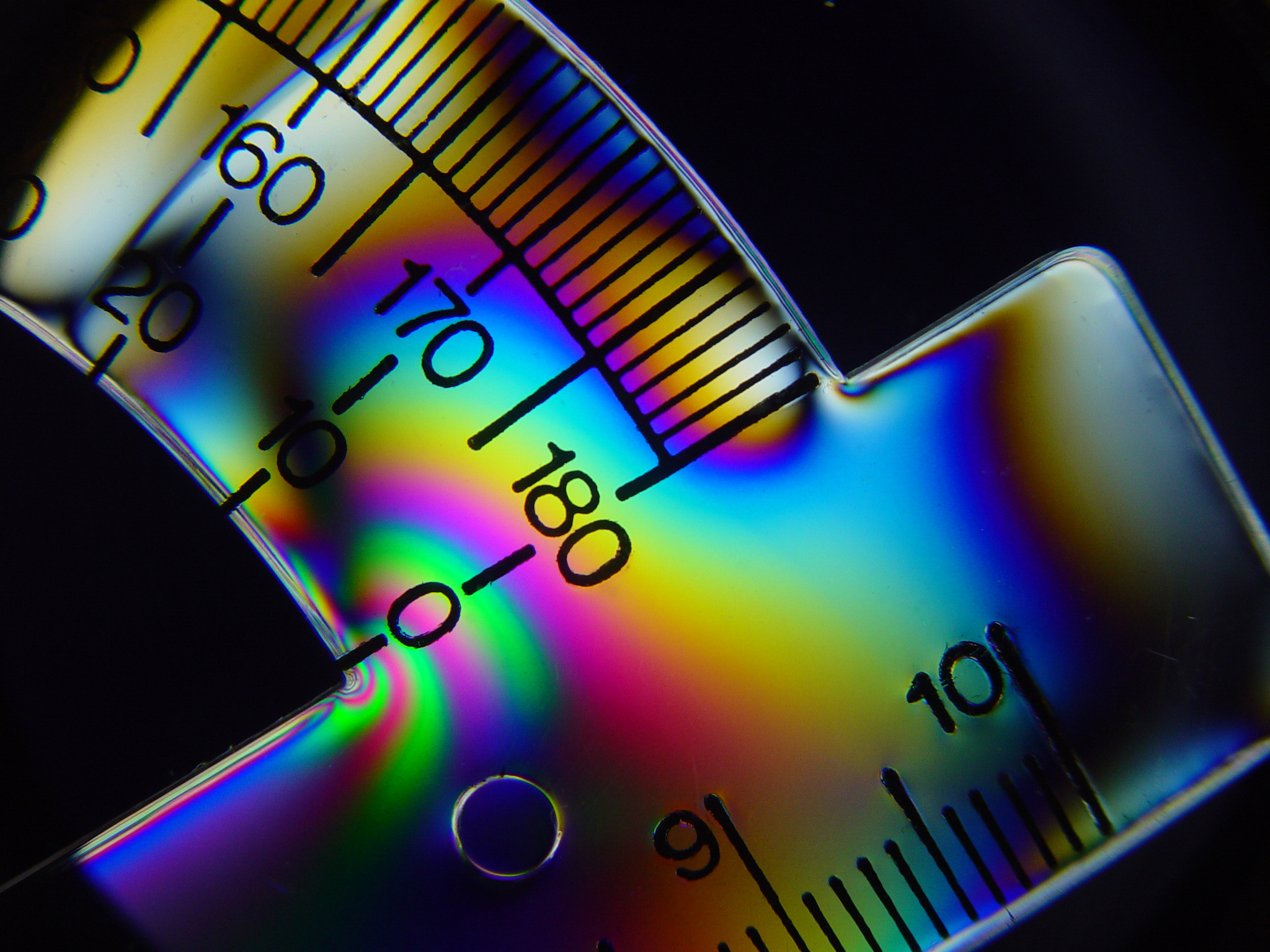
Lignes de tension visibles dans un rapporteur en plastique placé sous une lumière à polarisation croisée.

Le protocole expérimental repose sur la propriété de biréfringence, telle que présentée par certains matériaux transparents. La biréfringence est un phénomène dans lequel un rayon de lumière traversant un matériau donné subit deux indices de réfraction. La propriété de biréfringence (ou double réfraction) est observée dans de nombreux cristaux optiques. Lors de l'application de contraintes, les matériaux photoélastiques présentent la propriété de biréfringence et l'ampleur des indices de réfraction en chaque point du matériau est directement liée à l'état des contraintes en ce point. Des informations telles que la contrainte de cisaillement maximale et son orientation sont disponibles en analysant la biréfringence avec un polariscope,,,,.
Lorsqu'un rayon de lumière traverse un matériau photoélastique, ses composantes d'onde électromagnétique sont résolues le long des deux directions principales de contrainte et chaque composante subit un indice de réfraction différent en raison de la biréfringence. La différence des indices de réfraction conduit à un retard relatif de phase entre les deux composants,,.

#### Loi de Brewster
Soit un corps mince constitué de matériaux isotropes dans lequel la photoélasticité bidimensionnelle est applicable, l'ampleur du retard relatif résulte de la loi optique de contrainte,, :
{\displaystyle \Delta ={\frac {2\pi t}{\lambda }}C(\sigma _{1}-\sigma _{2})}
où :
- Δ est le retard de phase induit ;
- « C » est le « coefficient optique de contrainte »[11], ou « constante photoélastique », dont la valeur est exprimée en brewsters (en) (noté Br)[note 4],[48] ,[68] ;
- « t » est l'épaisseur de l'échantillon ;
- « λ » est la longueur d'onde du vide ;

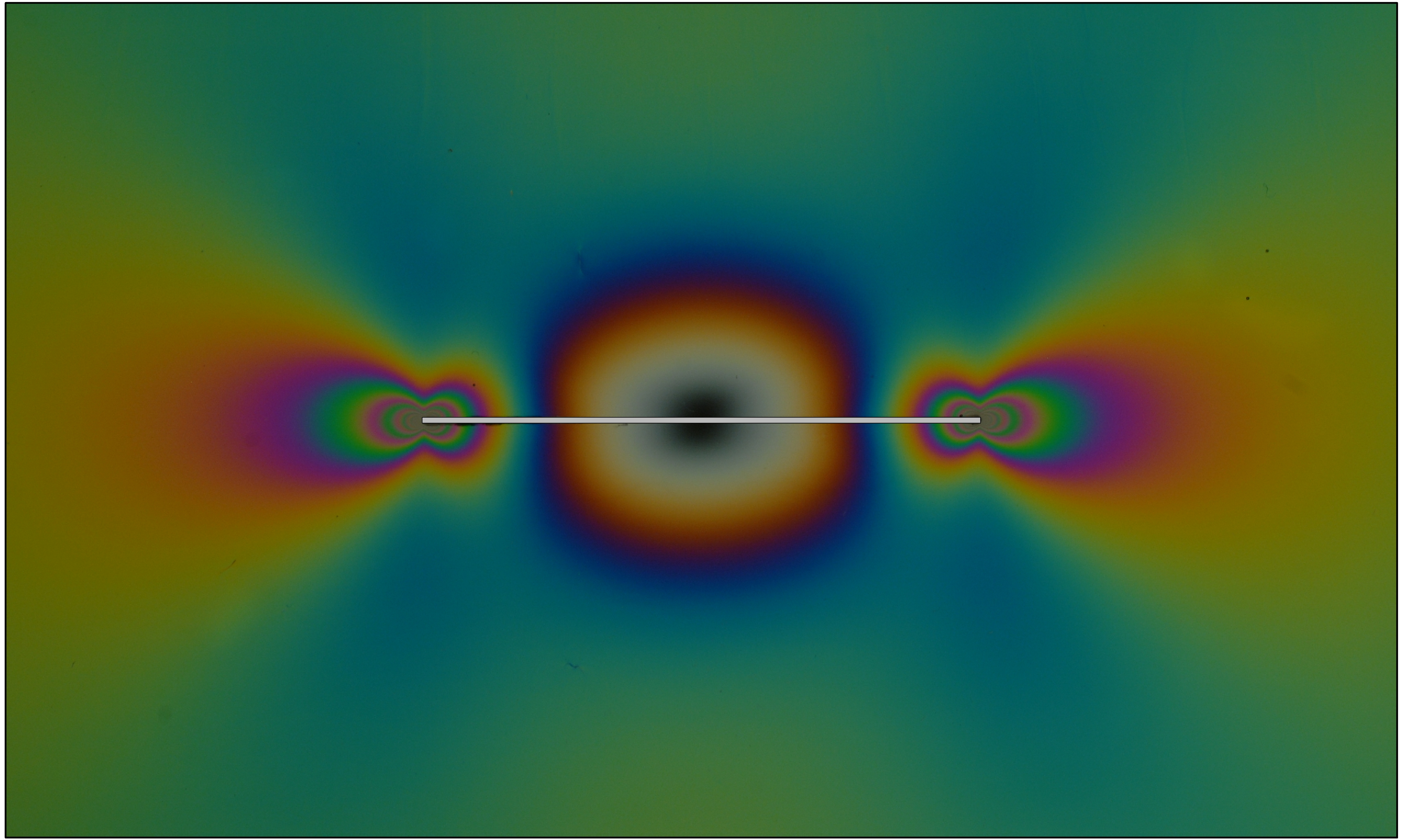
Motifs de franges isochromatiques visibles autour d'une plaquette d'acier insérée dans une résine époxy photo-élastique en deux parties.

- σ1 et σ2 désignent respectivement les première et deuxième principales contraintes orthogonales (σ1 en axe vertical et σ2 en axe horizontal)[75]. Motifs de franges isochromatiques visibles autour d'une plaquette d'acier insérée dans une résine époxy photo-élastique en deux parties. Le retard modifie la polarisation de la lumière transmise. Le polariscope combine les différents états de polarisation des ondes lumineuses avant et après le passage du rayon de lumière à travers l'échantillon ou corps étudié. En raison de l'interférence optique des deux ondes, un motif de franges apparaît[73],[74],[11].

Le nombre d'ordres de franges « N » est noté {\displaystyle N={\frac {\Delta }{2\pi }}} et dépend du retard relatif. En étudiant le motif des franges, il est possible de déterminer l'état de contrainte en différents points du matériau,,.
Soit un plan perpendiculaire à la direction de propagation de la lumière, d'après la loi de Brewster, la tension et l'indice de réfraction peuvent être décrits par :
{\displaystyle n_{e}-n_{o}=K.(\sigma _{1}-\sigma _{2})}
où :
- {\displaystyle n_{e}} et {\displaystyle n_{o}} représentent respectivement les valeurs de l'indice de réfraction mesurée dans l'axe de diffraction de la « lumière extraordinaire » (autrement dit réfractée) et l'indice de réfraction mesurée dans l'axe de diffraction de la « lumière ordinaire » (c'est-à-dire non réfractée)[77] ;
- « K » est le « coefficient photoélastique » ou « constante de Neumann »[48] de l'échantillon étudié ;
- σ1 et σ2 désignent respectivement les première et deuxième principales contraintes orthogonales[76].

Pour les matériaux qui ne présentent pas de comportement photoélastique, il est toujours possible d'étudier la répartition des contraintes. La première étape consiste à construire un modèle, à l’aide de matériaux photoélastiques, dont la géométrie est similaire à la structure réelle étudiée. Le chargement est ensuite appliqué de la même manière pour garantir que la répartition des contraintes dans le modèle est similaire à celle de la structure réelle,,.

#### Loi de Maxwell-Neumann
La mise en application de l'élasticité mécanique couplée à l'optique ondulatoire sur un corps étudié dans un espace plan permet d'aboutir à trois principes : la relation linéaire qui met en jeu d'une part la double réfraction et la différence entre les deux contraintes majeures, d'autre part la double réfraction et la différence entre les deux déformations photoélastiques majeures ; la concordance entre les isoclines mécaniques et les isoclines optiques ; et la concordance entre les caractéristiques optiques (les « points isotropiques ») et caractéristiques mécaniques du matériau. La synthèse de ces trois principes est mise en évidence par la « loi de Maxwell-Neumann »,,,,. La relation d'équilibre établie par Maxwell démontre d'une part un rapport de proportionnalité entre la différence des deux contraintes principales et celle des deux déformations photoélastiques principales correspondantes et d'autre part un rapport de proportionnalité entre la somme des deux contraintes principales et la somme des deux déformations photoélastiques principales correspondantes. Ce système d'équations différentielles équivalentes s'écrit, : 
{\displaystyle (n_{1}-n_{2})=C(\sigma _{1}-\sigma _{2})=K(\epsilon _{1}-\epsilon _{2})}
où :
- {\displaystyle n_{1}} et {\displaystyle n_{2}} sont les deux indices de réfraction majeurs ;
- C désigne la constante photoélastique ;
- {\displaystyle \sigma _{1}} et {\displaystyle \sigma _{2}} représentent les deux contraintes majeures exercées sur le matériau ;
- K représente la constante de Neumann[note 5] ;
- {\displaystyle \epsilon _{1}} et {\displaystyle \epsilon _{2}} désignent les deux déformations élastiques majeures subies par le matériau[48],[49].

## Photoélasticimétrie

### Concept et définition
| |  |
| Exemples d'images prises par le procédé de photoélasticimétrie. Ici, la lumière polarisée provient d'un écran plat d'ordinateur. Elle traverse ensuite une plaque de plastique déformée, puis un polariseur. Les déformations et les contraintes dans le plastique peuvent ainsi être visualisées. |  |

La photoélasticimétrie est une méthode expérimentale permettant de cartographier les contraintes existant à l'intérieur d'un solide grâce à sa photoélasticité. C'est une méthode principalement optique se basant sur la biréfringence acquise par les matériaux soumis à des contraintes. Cette méthode expérimentale « recouvre l’ensemble des techniques
de caractérisation et de mesure de la photoélasticité ». Ces techniques sont utilisées dans les cas où les méthodes mathématiques et informatiques deviennent trop lourdes à mettre en œuvre. L'introduction de la photoélasticimétrie en tant que discipline scientifique est attribuable à Augustin Mesnager, en 1912, à la suite de ses travaux de mise en application de la  photoélasticité,,,,.

### Principe expérimental

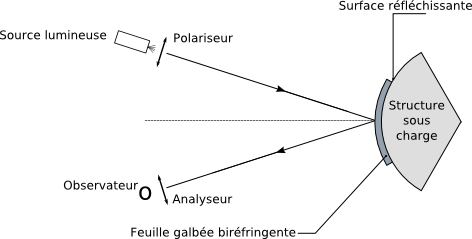
Schéma de principe de la photoélasticimétrie plane par réflexion

Cette méthode est basée sur la biréfringence des matériaux acquise sous l'effet des contraintes. Cette biréfringence peut être étudiée en analysant la façon dont la polarisation de la lumière est transformée après le passage à travers le matériau. Par exemple, une onde lumineuse polarisée rectilignement pourra ressortir polarisée elliptiquement. Cela s'explique par le fait que les deux composantes de l'onde subissent un retard l'une par rapport à l'autre. Ce retard est directement relié aux contraintes présentes dans le matériau. On peut donc mesurer les contraintes grâce à cette modification de la polarisation,,,,.
Le retard entre les deux composantes de l'onde correspond à un déphasage qui dépend de la longueur d'onde, c'est-à-dire de la couleur. C'est pourquoi les images obtenues avec de la lumière blanche présentent des irisations colorées,,,,.
Expérimentalement, il est possible de simplement utiliser la méthode suivante : une lumière monochromatique est polarisée à l'aide d'un polariseur, envoyée sur l'échantillon à analyser, puis passe à travers un second polariseur. Une lentille convergente permet ensuite de faire l'image de l'échantillon sur un écran. Un rayon de lumière polarisée de façon rectiligne va subir une certaine biréfringence différente selon le trajet qu'il emprunte dans le matériau. Sa polarisation va alors être transformée différemment selon le trajet et le second polariseur va donc éteindre ou pas ces rayons. Le résultat final laisse apparaître des zones claires et des zones sombres,,,,.

## Champs et domaines d'applications photoélastiques et photoélasticimétriques

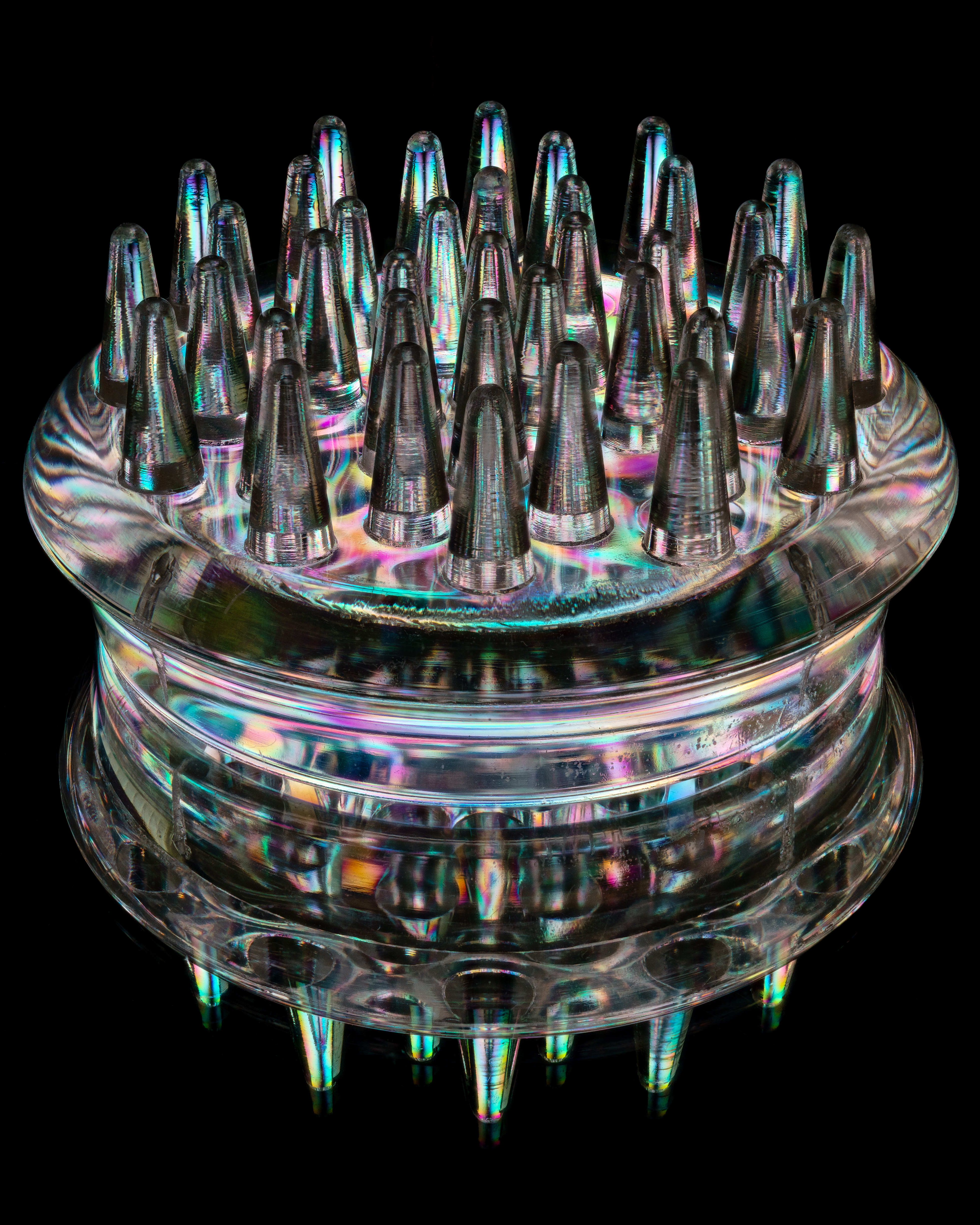
Photoélasticimétrie d'un patin protecteur de tapis par la biréfringence de son plastique et son reflet dans un miroir.

La photoélasticité est appliquée à de nombreux domaines de recherches : ingénierie — aérospatiale, civile, mécanique et industrielle —, physique, biomédecine, neurobiologie, agronomie (notamment les études portant sur le stress biotique),, imagerie tridimensionnelle,,, géologie,,, géotechnique, architecture,,,. Depuis les années 2010, les champs d'application de l'effet photoélastique ont été développés et perfectionnés grâce aux modélisations et traitements numériques, notamment avec la conception de logiciels spécialisés, et, plus récemment, l'utilisation de l'holographie numérique.

### Applications dans le domaine de l'industrie
La photoélasticimétrie permet de prédire la répartition des contraintes, et de dimensionner en conséquence des composants qui seront sollicités mécaniquement. Elle permet également de détecter d’éventuelles contraintes résiduelles pouvant accidentellement se retrouver dans des pièces après usinage ou thermoformage. Ainsi, les industries automobile et aéronautique recourent à cette méthode, qui leur permet d’éprouver l’efficacité des protocoles de fabrication des pièces et de les contrôler. La méthode expérimentale photoélastique peut également contribuer à évaluer la résistance des wafers conçus en silicone monocristallin (tels que ceux contenus dans des puces électroniques).

### Applications dans le domaine médical
- Applications en biomécanique : la méthode apporte des éléments pertinents, notamment pour améliorer les systèmes de consolidation par plaques et vis dans le traitement des fractures complexes[102],[76].
- Applications en médecine et en ondotologie : la technique expérimentale photoélastique permet de construire des modèles qui reproduisent des éléments anatomiques ainsi que les caractéristiques des différents tissus du corps humain et ouvre la possibilité de la transposer à une analyse clinique dans l'objectif de créer des implants et des prothèses osseux et dentaires adaptés[76].

### Applications dans les domaines de l'architecture et du génie civil
La construction d’édifices architecturaux ou de génie civil nécessite la connaissance fine des contraintes au sein de la structure, afin d’en prévenir de possibles ruptures. Par exemple, en réalisant une maquette miniature de l’édifice en matériau photoélastique, tel que du plastique, il est possible d’accéder à des données pour étudier et comparer a posteriori les méthodes de construction des cathédrales de Chartres et Bourges,. L'analyse photoélastique de modèles miniaturisés de plusieurs cathédrales gothiques, dont celle de Chartres, soumis à des pressions mécaniques — au moyen de poids lestés et répartis en des points précis reproduisant les charges et les poussées externes et internes du bâtiment — et des changements de température (grâce à l'utilisation d'un four), a permis d'identifier quels éléments de pierre et de mortier devaient être restaurer.
L'analyse photoélastique peut être utilisée pour caractériser l'état de contrainte mécanique d'une structure maçonnée (murs, fondations, soubassements) en des points précis — joints, briques ou autres éléments d'appareil —,, ou pour identifier une fissure contigüe à une inclusion de ligne rigide (en) se trouvant dans une matrice mécaniquement élastique. Dans le premier cas, le problème est non linéaire en raison des contacts entre les briques, tandis que dans le second cas, la solution élastique est singulière, de sorte que les méthodes numériques peuvent ne pas fournir de résultats corrects,,,. Ceux-ci peuvent être obtenus grâce à des techniques photo élastiques. L'analyse photoélastique dynamique intégrée à la photographie grande vitesse est utilisée pour étudier le comportement de rupture des matériaux. Une autre application importante des expériences de photoélasticité consiste à étudier le champ de contraintes autour des injections de liants bimatériaux.

### Applications en géotechnique
Dans le cadre de recherches géotechniques, telles que lors d'une expertise des sols environnant un barrage-poids, la photoélasticité expérimentale sur modèle (dans ce cas une maquette restituant fidèlement les différentes strates et leurs propriétés) permet de déterminer les contraintes occasionnées par les pressions hydrostatiques sur les roches adjacentes ainsi que sur l'ouvrage d'art et ses fondations. Associée à une carte isochromatique, la technique photoélastique concourt à mettre en évidence la distribution spatiale des contraintes selon la structure du terrain.

### Applications en géologie
Les travaux d'investigations géologiques structurales réalisés à même les sites font régulièrement appel à l'application des méthodes photoélastiques afin d'évaluer et de mesurer les contraintes et les déformations exercées sur les roches,. Pour faciliter ces recherches in situ, les spécialistes emploient fréquemment une « jauge de contrainte biaxiale » — un dispositif de protocole constitué d'un disque de forme plane, aménagé, en son centre, d'un trou et placé en affleurement des roches étudiées ou dans l'amont immédiat d'un sondage —, ou un tensomètre photoélastique — appareil qui comprend un cylindre en verre percé d'un trou axial, par lequel passe un rayon lumineux, associé à des flitres polarisants —, ou encore des transducteurs de photoélasticité,.
L'analyse photoélastique peut intervenir dans le cadre d'études et de détection d'« anomalies géostatiques », tels que des dômes de sel, et permettre, par le biais de simulations réalisées au moyen de modèles tridimensionnels constitués d'argile et de gélatine, de reconstituer leur genèse et leur évolution au sein de formations géologiques. Dans ce type de recherche, la méthode expérimentale photoélastique palie à la complexité d'un traitement purement analytique et/ou numérique.
De manière plus ciblée, l'effet photoélastique a été appliqué pour caractériser le plan de trajectoire des contraintes de cisaillement maximales du complexe igné affleurant au sein de la péninsule de Ardnamurchan,. Ces travaux d'analyse photoélastique ont également permis de localiser le point géocentrique du foyer magmatique à l'origine du complexe stratifié écossais et de déterminer les mécanismes de transformation de la roche encaissante ainsi que les caractéristiques des champs de contrainte lors de la genèse intrusive,.

### Tomographie photoélastique
En imagerie tridimensionnelle, le procédé photoélastique, et particulièrement la « photoélasticité intégrée » (protocole consistant à plonger un échantillon transparent dans un bain de soluté traversé par des rayons de lumière polarisée) est régulièrement requis dans le cadre d'une analyse tomographique ; il s'agit alors d'une « tomographie photoélastique »,. La technique de tomographie photoélastique permet d'établir la distribution spatiale des contraintes au sein d'un spécimen tridimensionnel observé en coupe et d'aboutir, à un ensemble de données métriques,. L'association des résultats métriques issus de la tomographie photoélastique et d'une étude numérique, mise en application grâce au système d'équations régissant la photoélasticité, est désignée par les termes « mécanique hybride ».
Toutefois, la tomographie photoélastique, fondée sur le problème inverse de la photoélasticité tridimensionnelle — non linéaire (en) —, présente le désavantage de ne pouvoir être généralisé à tout état de contrainte et toute sensibilité d'un matériau, cet écueil induisant des observations expérimentales erronées. La problématique posée par la tomographie photoélastique, technique employée depuis les années 1970, a été résolue dans les années 2000 au moyen d'un  traitement itératif et numériquement incrémentiel par l'introduction de conditions d'équilibre.